# Macellaio della B1
Il macellaio della B1 è un serial killer namibiano non identificato responsabile degli omicidi di almeno cinque donne tra il 2005 e il 2007, con tutti gli omicidi collegati alla strada nazionale B1 in Namibia.

## Storia
L'appellativo venne inventato dai media namibiani, in quanto tutte le vittime degli omicidi furono ritrovate nelle vicinanze della strada nazionale della Namibia B1, che attraversa il paese da nord a sud e inoltre venne definito "Macellaio" dal modo professionale con cui i corpi furono fatti a pezzi.
I primi resti umani furono ritrovati nel giugno e luglio 2007 nella Regione di Khomas lungo la B1 nell'area della grande Windhoek tra Rehoboth e Okahandja. Erano infilati in sacchi della spazzatura e appartenevano a due donne diverse. Dal momento che nel 2005 ebbero luogo due simili omicidi di donne, non ancora risolti, furono anche essi attribuiti al macellaio della B1.
La testa e un braccio dell'ultima vittima furono ritrovati nell'agosto 2007, a nord della B1. Altre parti del corpo della stessa vittima furono ritrovate nel settembre 2007 vicino Grootfontein nella Regione di Otjozondjupa. Questa donna non è mai stata identificata. La polizia prese questi indizi come prova che l'assassino potrebbe essersi trasferito da Windhoek al nord.
Nel luglio 2007, delle donne di Windhoek, Rehoboth e di Tsumis Park fecero pubblicare una lettera congiunta all'assassino per avere informazioni sul luogo di seppellimento delle parti mancanti del corpo per dare alle vittime una degna sepoltura. Gli fu anche chiesto di consegnarsi alla polizia.
Nell'agosto 2007, il cittadino tedesco Heinz Knierim fu arrestato perché sospettato di aver stuprato una ventinovenne della Namibia vicino a Windhoek il mese precedente. Si diceva che avesse poi tentato di strangolare la donna e venne collegato a questi omicidi irrisolti. Knierim negò tutte le accuse. Nel febbraio 2010, fu rilasciato per mancanza di prove. Knierim fece causa per essere risarcito al governo namibiano per essere stato accusato di essere il macellaio della B1.
Nell'ottobre 2007, le indagini furono aiutate da tre esperti detective di serial killer del Sudafrica. La serie degli omicidi non è stata tuttavia risolta.
Nel 2008 Hans Husselmann di Rehoboth si suicidò dopo essere stato coinvolto nelle indagini per gli omicidi. Era stato condannato all'ergastolo per due omicidi in precedenza, e fu rilasciato solo nel 2004. Nonostante il DNA della Garoës' venne ritrovato nell'appartamento di Husselmann e quello di Husselmann venne ritrovato in una lettera alla polizia sull'omicidio della Mabula, le prove non furono sufficienti a dimostrarne la colpevolezza.
Incominciò a crescere l'ipotesi che il macellaio della B1 potesse non essere una sola persona ma un solo "attore principale" e svariati copycat.
Nel 2010, una testa e un braccio furono scoperti in una fattoria a Rehoboth, facendo tornare il timore che il macellaio potesse essere di nuovo attivo. Tuttavia non fu considerato probabile un legame con gli omicidi precedenti in quanto i resti del corpo furono ritrovati lontano da un'autostrada ed erano stati bruciati anziché presentare tracce di congelamento.
La serie di omicidi causò grandi critiche sull'efficacia e all'efficienza della polizia namibiana, anche per altri casi come l'omicidio di Magdalena Stoffels.

## Vittime
Tutte e cinque le vittime erano giovani o donne di mezza età. Due delle cinque donne uccise (entrambe trovate nel 2007) non sono state identificate. Le altre tre vittime furono Juanita Mabula (21 anni, uccisa nel 2005), Melanie Janse (22 anni, 2005) e Sanna Helena Garoës (36 anni, 2007). Tutte le donne uccise erano della Namibia, ognuna delle tre vittime identificate parlava afrikaans, damara o entrambe le lingue. Inoltre, le parti del corpo delle vittime mostravano segni di congelamento o refrigerazione, indicando che fossero stati in frigorifero. Il metodo di uccisione, tuttavia, era diverso: Janse era stata strangolata, Mabula fu colpita in testa con un oggetto contundente. Almeno due delle tre vittime identificate erano prostitute, e lavoravano al centro di Windhoek nell'area di Ausspannplatz. Due delle vittime, Janse e Garoes, apparentemente si conoscevano bene.